# Albert Bruce Jackson
Albert Bruce Jackson (Newbury (Berkshire), 14 de fevereiro de 1876 - Kew, 14 de janeiro de 1947) foi um botânico britânico.

## Biografia
Foi assistente nos Jardins Botânicos Reais de Kew de 1907 a 1910, posteriormente assistente-técnico do Instituto Imperial de Londres entre 1910 e 1932 e, em seguida, como voluntário e especialista das coníferas, de 1932 a 1947, no Museu Britânico.
Jackson foi assistente de Henry John Elwes (1846-1922) e de Augustine Henry (1857-1930) na preparação da obra Trees of Great Britain and Ireland (de 1906 a 1913). Publicou os estudos sobre as coleções das árvores de Syon House (1910), Yattenden Court (1911), Albury Park (1913) Westonbirg (1927), e de Borde Hill (1935).

## Obras
Com William Dallimore (1871-1959), publicou Handbook of Coniferae (1923, sendo impressa uma quarta edição em 1966) e com Henry William Clinton-Baker (1865 - 1935) Illustrations of New Conifers. É também o autor de Identification of Conifers (1946).